# Vitreorana antisthenesi
Vitreorana antisthenesi е вид жаба от семейство Centrolenidae. Видът е уязвим и сериозно застрашен от изчезване.

## Разпространение
Разпространен е във Венецуела.

## Описание
Популацията на вида е намаляваща.